# Hedyosmum cumbalense
Hedyosmum cumbalense är en tvåhjärtbladig växtart som beskrevs av Karst. Hedyosmum cumbalense ingår i släktet Hedyosmum och familjen Chloranthaceae. Inga underarter finns listade i Catalogue of Life.